# Huitfeldtia rectipes
Huitfeldtia rectipes är en kvalsterart som beskrevs av Thor 1898. Huitfeldtia rectipes ingår i släktet Huitfeldtia och familjen Unionicolidae. Inga underarter finns listade i Catalogue of Life.